# Perex
Perex (zkratka z per extensum) je v žurnalistice a publicistice označení pro úvod článku, krátký text (obvykle 2–5 vět), jehož účelem je uvést a upoutat pozornost na následující delší text článku a/nebo naznačit, o čem článek bude. Na co nestačí upoutat titulek nebo podtitulek, to rozvádí perex, aby se čtenář mohl rozhodnout, má-li věnovat čas čtení celého článku a jde-li o téma, které ho zajímá. V původním polygrafickém významu je slovem perex myšlen titulek v šíři přes všechny sloupce na celou stranu novin či časopisu (z lat. per extensum). Nověji, pod vlivem angličtiny, se také objevuje termín lead, znamenající totéž (česky taktéž čelo).

## Účel
Podle obrácené pyramidy, jednoho z principů publicistiky, obsahuje perex ty nejzajímavější informace nebo otázky, jež pak článek rozvádí dodáváním dalších podrobností. Měl by tedy působit jako lákavá „ochutnávka“ článku, který uvozuje. Někdy je perex chápán jako podtitulek, to ale není správné přirovnání, protože perex je většinou delší, obsahuje volnější a ne tak úsečné formulace a nemusí stroze charakterizovat uváděný článek, ale může třeba citovat jeho nejzajímavější větu.
Perex může též sloužit jako náhradní doplňková informace v soupisu nebo výpisu článků, kde by soupis s plným obsahem článků byl příliš komplexní nebo zahlcující a naopak výpis pouze titulků nicneříkající. Vhodnější by ovšem pro tento účel byly výtahy, shrnutí (summary) z článků, ale ty nebývají k dispozici. Tento typ výpisu se hojně vyskytuje u informačních nebo tematických serverů a blogů.